# 동경 38도
동경 38도(東經38度)는 본초 자오선에서 동쪽으로 38도 떨어진 경선이다. 북극점에서 시작하여 북극해, 유럽, 아시아, 아프리카, 인도양, 남극해, 남극을 거쳐 남극점에 이른다.
동경 38도는 서경 142도와 이어져 지구의 둘레를 이룬다.
북극점에서 남극점까지 동경 38도선은 다음 지역을 지나간다.
| 좌표                                                  | 나라, 지역, 해역 | 주석                                                                |
| ----------------------------------------------------- | ---------------- | ------------------------------------------------------------------- |
| 북위 90° 0′ 동경 38° 0′  / 북위 90.000° 동경 38.000°  | 북극해           |                                                                     |
| 북위 80° 23′ 동경 38° 0′  / 북위 80.383° 동경 38.000° | 바렌츠해         |                                                                     |
| 북위 68° 33′ 동경 38° 0′  / 북위 68.550° 동경 38.000° | 러시아           | 콜라반도                                                            |
| 북위 66° 4′ 동경 38° 0′  / 북위 66.067° 동경 38.000°  | 백해             |                                                                     |
| 북위 64° 52′ 동경 38° 0′  / 북위 64.867° 동경 38.000° | 러시아           | 오네가반도                                                          |
| 북위 64° 8′ 동경 38° 0′  / 북위 64.133° 동경 38.000°  | 백해             | 오네가만                                                            |
| 북위 63° 55′ 동경 38° 0′  / 북위 63.917° 동경 38.000° | 러시아           | 모스크바의 동쪽을 통과함                                            |
| 북위 49° 58′ 동경 38° 0′  / 북위 49.967° 동경 38.000° | 우크라이나       |                                                                     |
| 북위 47° 6′ 동경 38° 0′  / 북위 47.100° 동경 38.000°  | 아조프해         | 타간로크만                                                          |
| 북위 46° 38′ 동경 38° 0′  / 북위 46.633° 동경 38.000° | 러시아           |                                                                     |
| 북위 46° 24′ 동경 38° 0′  / 북위 46.400° 동경 38.000° | 아조프해         |                                                                     |
| 북위 46° 2′ 동경 38° 0′  / 북위 46.033° 동경 38.000°  | 러시아           |                                                                     |
| 북위 44° 34′ 동경 38° 0′  / 북위 44.567° 동경 38.000° | 흑해             |                                                                     |
| 북위 40° 59′ 동경 38° 0′  / 북위 40.983° 동경 38.000° | 튀르키예         |                                                                     |
| 북위 36° 48′ 동경 38° 0′  / 북위 36.800° 동경 38.000° | 시리아           |                                                                     |
| 북위 32° 57′ 동경 38° 0′  / 북위 32.950° 동경 38.000° | 요르단           |                                                                     |
| 북위 31° 44′ 동경 38° 0′  / 북위 31.733° 동경 38.000° | 사우디아라비아   |                                                                     |
| 북위 34° 6′ 동경 38° 0′  / 북위 34.100° 동경 38.000°  | 홍해             |                                                                     |
| 북위 18° 47′ 동경 38° 0′  / 북위 18.783° 동경 38.000° | 수단             | 탈라탈라섬                                                          |
| 북위 18° 46′ 동경 38° 0′  / 북위 18.767° 동경 38.000° | 홍해             |                                                                     |
| 북위 18° 29′ 동경 38° 0′  / 북위 18.483° 동경 38.000° | 수단             |                                                                     |
| 북위 17° 33′ 동경 38° 0′  / 북위 17.550° 동경 38.000° | 에리트레아       |                                                                     |
| 북위 14° 46′ 동경 38° 0′  / 북위 14.767° 동경 38.000° | 에티오피아       |                                                                     |
| 북위 3° 44′ 동경 38° 0′  / 북위 3.733° 동경 38.000°   | 케냐             |                                                                     |
| 남위 3° 49′ 동경 38° 0′  / 남위 3.817° 동경 38.000°   | 탄자니아         |                                                                     |
| 남위 11° 17′ 동경 38° 0′  / 남위 11.283° 동경 38.000° | 모잠비크         |                                                                     |
| 남위 17° 20′ 동경 38° 0′  / 남위 17.333° 동경 38.000° | 인도양           | 남아프리카 공화국의 영토인 프린스에드워드 제도의 동쪽 해역을 통과함 |
| 남위 60° 0′ 동경 38° 0′  / 남위 60.000° 동경 38.000°  | 남극해           |                                                                     |
| 남위 69° 47′ 동경 38° 0′  / 남위 69.783° 동경 38.000° | 남극             | 퀸모드랜드, 노르웨이가 영유권을 주장한다.                           |

## 같이 보기
- 동경 37도
- 동경 39도